# Pomnik Ofiar Rzezi Woli
Pomnik Ofiar Rzezi Woli – monument upamiętniający masakrę ludności warszawskiej dzielnicy Wola, dokonaną przez Niemców w pierwszych dniach powstania warszawskiego. Znajduje się na skwerze przy rozwidleniu alei „Solidarności” i ulicy Leszno. 

## Opis
Pomnik ofiar Rzezi Woli został odsłonięty 27 listopada 2004 w ramach obchodów 60. rocznicy powstania warszawskiego. Jego autorem jest rzeźbiarz Ryszard Stryjecki (przy współpracy architekta Olafa Chmielewskiego i rzeźbiarza Mieczysława Syposza). Pomnik powstał z inicjatywy komitetu, kierowanego przez Bogdana Bartniczaka, Lechosława Olejnickiego i Krzysztofa Tadeusza Zwolińskiego.
Pomnik został wykonany z fińskiego granitu. U góry pomnika w zwieńczeniu umieszczono napisy: od strony zachodniej Mieszkańcy Woli zamordowani w 1944 roku podczas Powstania Warszawskiego, a od strony wschodniej Pamięci 50 tysięcy mieszkańców Woli zamordowanych przez Niemców podczas Powstania Warszawskiego 1944 r.
Od strony zachodniej na polerowanej powierzchni granitu wykuto listę domów, z których pochodzili zamordowani i ich liczbę. Od strony wschodniej na powierzchni granitu wykuto dziesięć nieregularnych wgłębień kształtem przypominających sylwetki rozstrzeliwanych. Obie strony łączą przekute na wylot otwory. 
W 2008 skwerowi położonemu u zbiegu ul. Leszno i al. „Solidarności“, na którym znajduje się pomnik, nadano nazwę skwer Pamięci.

## Galeria

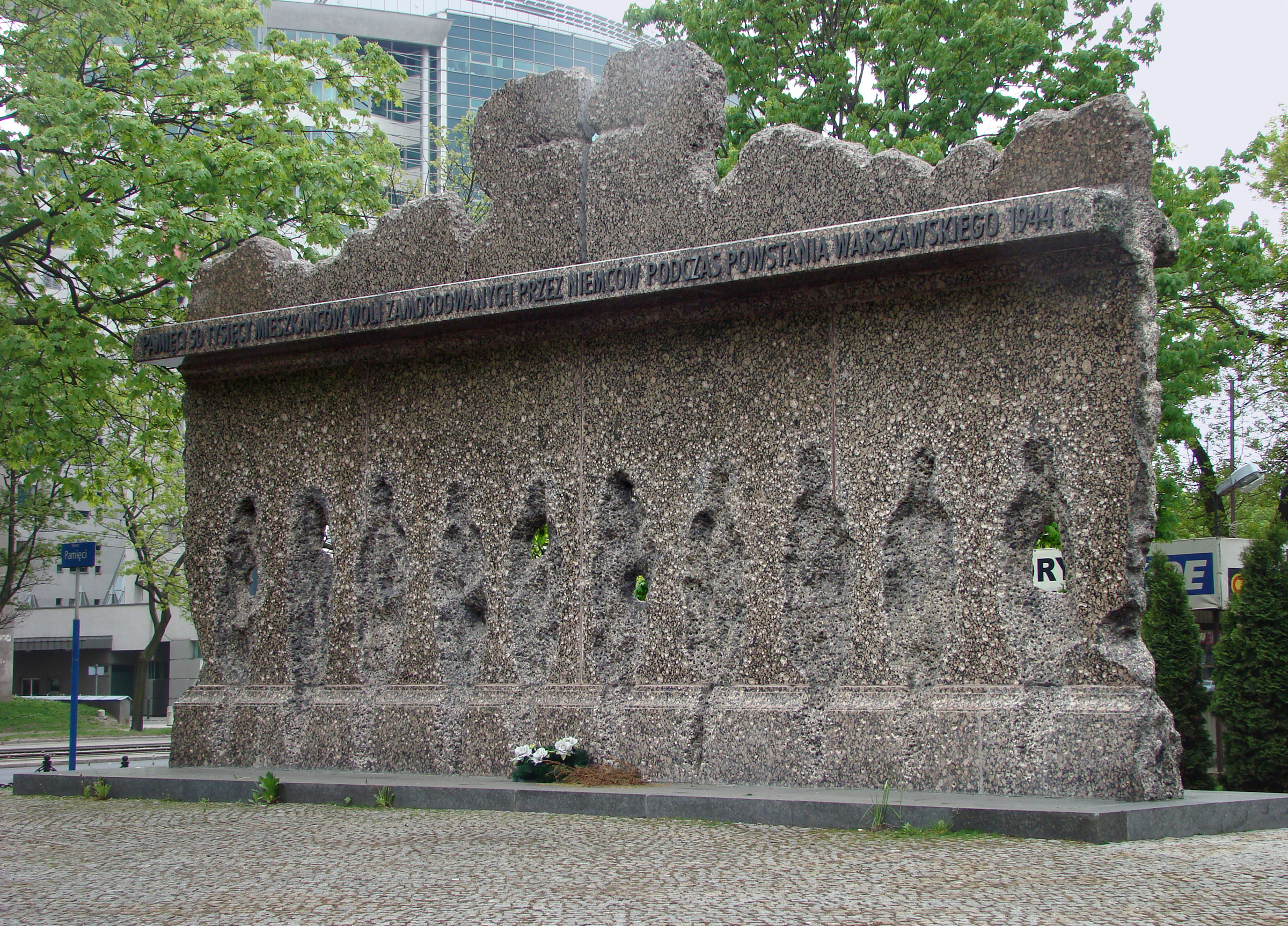
Monument od strony wschodniej
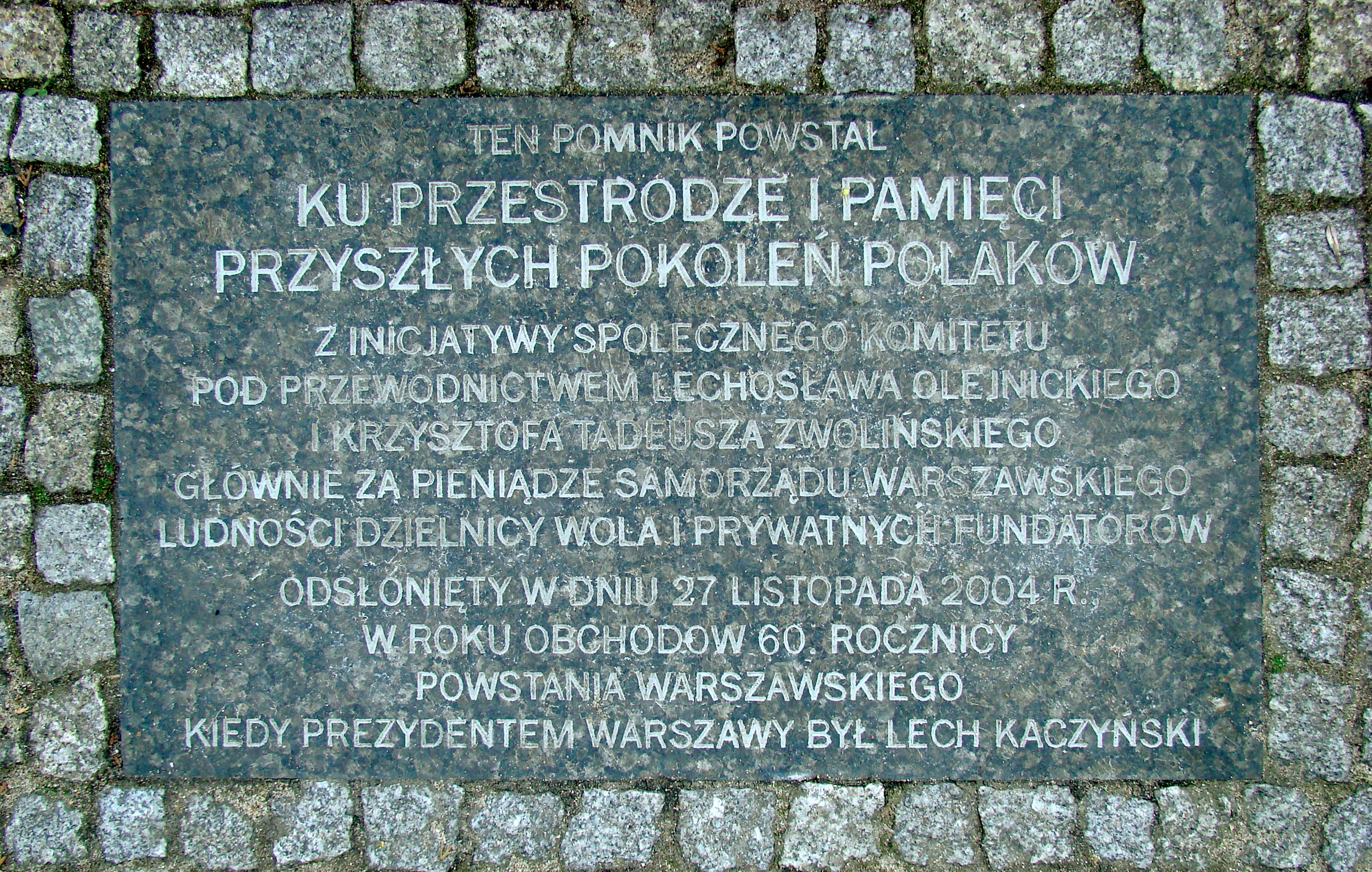
Tablica informacyjna
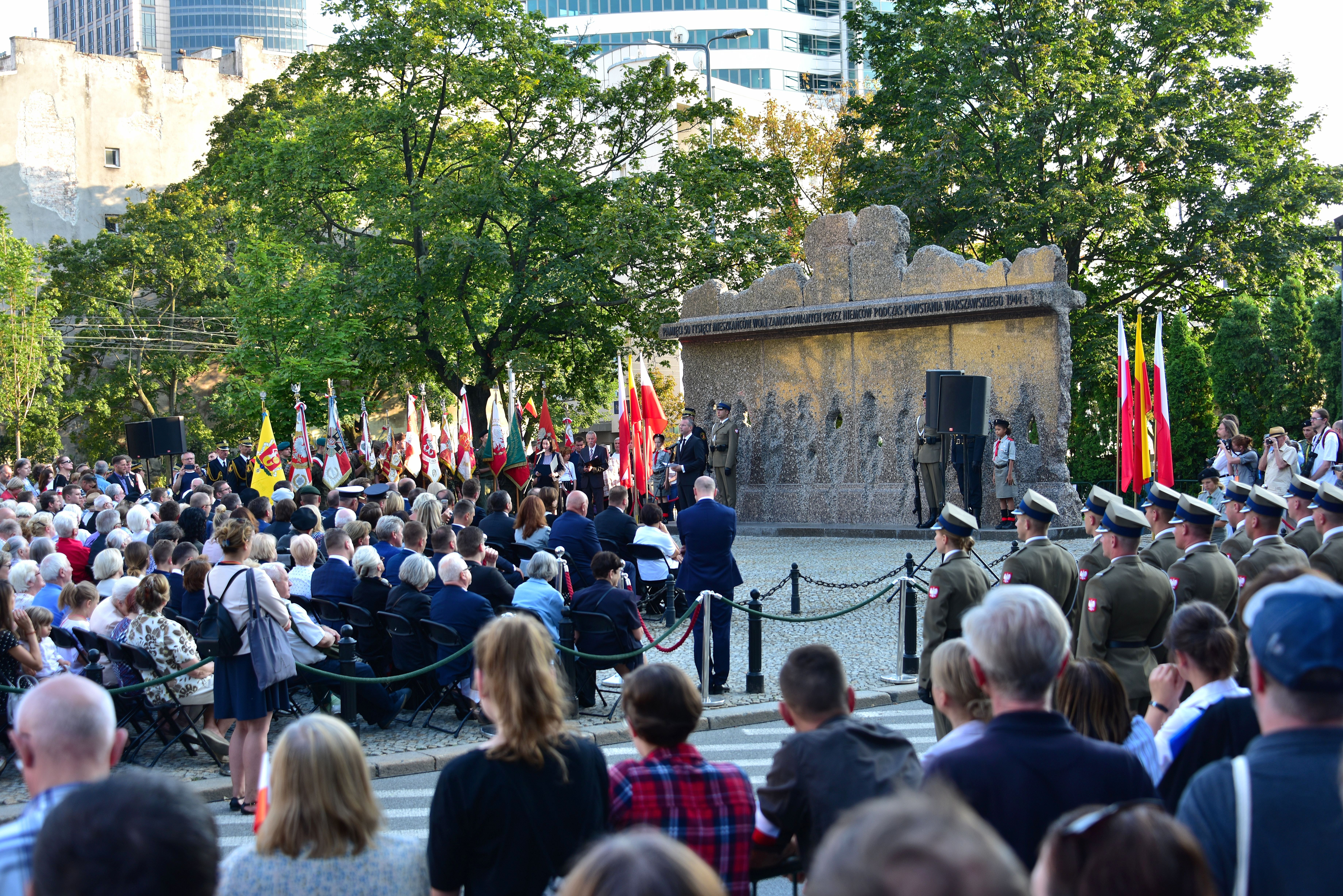
Uroczystości rocznicowe pod pomnikiem, 5 sierpnia 2019